# Den stulna döden
Den stulna döden (finska: Varastettu kuolema) är en finsk spänningsfilm från 1938 i regi av Nyrki Tapiovaara. Den utspelar sig 1904, under rysk-japanska kriget, och handlar om en grupp finska aktivister i Helsingfors som utvecklas till en revolutionär styrka i kamp för finländsk självständighet. Filmen bygger på Runar Schildts novell "Köttkvarnen" från 1919. Den hade premiär 4 september 1938.

## Medverkande
- Tuulikki Paananen som Manja
- Ilmari Mänty som Robert Hedman
- Santeri Karilo som Jonni Claesson
- Annie Mörk som madame Johansson
- Bertha Lindberg som Roberts mor
- Hertta Leistén som moster
- Gabriel Tossu som skomakare
- Jalmari Parikka som fångvaktare
- Aku Peltonen som bårhusvakt
- Atos Konst som Roberts kamrat
- Viljo Kervinen som Roberts kamrat
- Paavo Kuoppala som Roberts kamrat
- Yrjö Salminen som Roberts kamrat
- Kusti Laitinen som gendarm
- Emil Kokkonen som soldat

## Mottagande
Hans Kutter skrev i Hufvudstadsbladet: "Filmens konstnärliga tillgång är dess förra halvdel, även om det gärna skall erkännas att den senare antagligen väl motsvarar en viss publiks fordringar på en spännande kväll. Och alltigenom väl och skickligt är filmen fotograferad av Blomberg och Gunnari. Nästan varje bild var ett raffinerat litet konstverk ... med ett rikt spel av ljus och skugga över ytorna. Nyrki Tapiovaaras regi kan inte endast räkna sig de stiltrogna interiörerna till förtjänst, han hade även lyckats mana fram en sällsynt livfull och saftig bakgrund med ett vimmel av originella och på kornet tagna typer."